# فورد گرانادا (آمریکای شمالی)

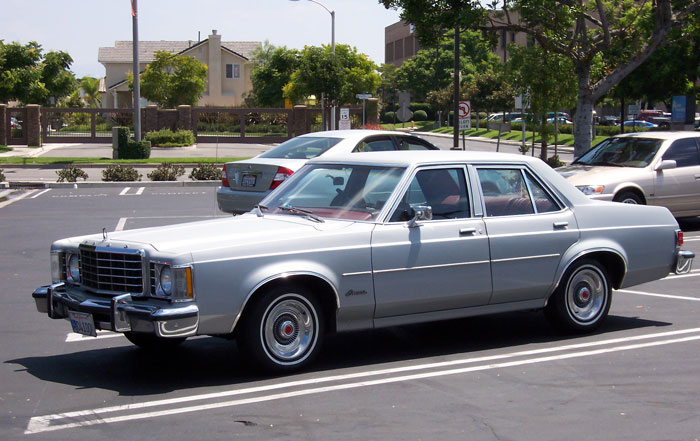

فورد گرانادا (آمریکای شمالی) (Ford Granada (North America)) خودرویی است که در سال‌های ۱۹۷۵ تا ۱۹۸۲تولید شده‌است.
این خودرو در کلاس خودرو سایز متوسط قرار گرفته و است. سیستم جعبه‌دندهٔ آن ۴ دنده به صورت دستی است.